# Adib Shishakli
Adib ibn Hassan Shishakli (àrab: أديب بن حسن الشيشكلي, Adīb ibn Ḥasan ax-Xīxaklī) (Hama, Síria, 1909 - Ceres, Brasil, 27 de setembre de 1964) fou un militar sirià que va ser president de la república de Síria (juliol de 1953-febrer de 1954).

## Joventut
Adib Shishakli va néixer en una família de la ciutat de Hama a Síria. El seu nom s'escriu Çiçekli en turc (çiçek significa ‘flor’ en turc i çiçekli, ‘florit’). L'únic fet conegut de la seva família és que el seu pare, Ali Hasan Shishakli, era un turc nascut a Ankara i la seva mare era d'origen sirià. Tot i que tradicionalment es diu que Adib era de família sirio-kurda, no es té la certesa que la seva mare fos kurda. La família vivia al sanjaq otomà de Hama, ja que durant la seva infantesa Síria era part de l'Imperi Otomà.
Va servir a l'exèrcit francès en el període del mandat, on va aprendre a parlar francès; a continuació va fer estudis a l'acadèmia militar de Damasc, on esdevingué membre del Partit Social Nacionalista Sirià (PSNS), partit polític fundat per Antun Saadé que pretenia formar una Síria en les seves fronteres tradicionals, és a dir incloent Palestina, Transjordània i el Líban. El seu germà, Salah, fou també membre del PSNS. Després de la independència de Síria, Shishakli va dirigir un dels regiments de l'exèrcit d'alliberament àrab que va combatre les forces sionistes durant la guerra araboisraeliana de 1948.

## Carrera militar i política
Després de la derrota àrab en aquesta guerra, el coronel d'origen kurd Husni al-Za'im va procedir a un cop d'Estat l'any 1949, posant final al sistema parlamentari sirià. Antun Saadé, president-fundador del PSNS, va haver de fugir del Líban on fou condemnat a mort. Es va refugiar a Síria on el coronel Zaim (que no pertanyia al PSNS) li va prometre protecció. Tanmateix, alguns mesos més tard, Zaim va entregar Saadé a les autoritats libaneses, que el van afusellar. Després de la seva traïció, Zaim fou víctima d'un cop d'Estat dut a terme pel seu company i amic el coronel Sami al-Hinnawi, membre del PSNS, que volia venjar la mort de Saadé i va fer afusellar a Za'im i al primer ministre Muhsin al-Barazi, als quals acusava de la mort de Saadé. La dona de Saadé va rebre una carta d'al-Hinnawi que li indicava que la mort del seu marit havia estat venjada.
Shishakli va col·laborar amb al-Hinnawi en el cop d'estat i fou l'home fort de la junta militar que es va formar.

## Presa del poder
El país estava dividit entre els que volien unir-se amb l'Iraq haixemita i els que no. El 2 de desembre de 1949, Shishakli va fer un altre cop d'Estat, detenint al president Hinnawi per posar final a la influència haiximita a Síria, ja que no era partidari de la unió; va fer assassinar al coronel Mohammad Nasser, cap de l'exèrcit de l'aire sirià que volia posar final a la popularitat de la qual gaudia Shishakli en el si de l'exèrcit. Això va afeblir considerablement als elements sirians que volien una unió de Síria i l'Iraq. Però la unió va continuar sent defensada pel nou primer ministre, Nazim al-Kudsi, designat el 24 de desembre d'acord amb les eleccions generals del novembre.
Per limitar la influència dels haiximites, Shishakli va posar com una mena de comissari polític al govern al seu ministre de defensa, Fawzi Selu, que era el seu braç dret. Quan el primer ministre, Maruf al-Dawalibi que era pro-iraquià, va refusar l'entrada al seu govern de Selu (28 de novembre de 1951), Shishakli el va fer detenir el 29 de novembre de 1951. Igualment va fer detenir a tots els homes polítics pro-iraquians, fins i tot al antic primer ministre Al-Kudsi. Com a protesta el president Hashim al-Atassi va dimitir de les seves funcions de cap d'estat i va passar a l'oposició (2 de desembre de 1951).

## Shishakli al poder
Shishakli va dissoldre el Parlament i va prohibir (3 de desembre de 1951) els partits polítics opositors (Partit Nacional Sirià i Partit del Poble Sirià, aquest darrer fundat a Alep l'agost de 1948 pels advocats Nazim al-Kudsi i Rushdi al-Kikhiya). Shishakli va aprofitar la crisi per nomenar el seu camarada Fawzi Selu, com a cap d'estat, primer ministre, ministre de defensa i cap d'estat-major dels exèrcits (2 de desembre de 1951). Però Sélu no fou més que un testaferro i tots els poders estaven en realitat en les mans de Shishakli que dirigia la política governamental i presidia al mateix temps un comitè militar secret.
En un primer temps, el Partit Comunista de Síria, el Baas i el Partit Socialista Àrab van escapar a la repressió. Però Shishakli i l'oposició mantingueren relacions difícils, i el 6 d'abril de 1952, tots els partits polítics foren prohibits.
Immediatament després, la premsa fou víctima de censura, les vagues i concentracions foren prohibides i tots els periòdics que no eren pro-governamentals van ser tancats.
L'agost de 1952 va fundar un partit polític pro-governamental, el Moviment d'Alliberament Àrab, i el país va quedar per primera vegada sota el règim de partit únic.
El Baas, esdevingut clandestí, va entrar en contacte amb l'oposició d'esquerra i amb oficials opositors al règim.
El 28 de desembre de 1952, les autoritats van descobrir un complot i seixanta-sis oficials foren arrestats.
L'endemà, Michel Aflak, Salah Bitar i Akram Hourani eren detinguts. Foren empresonats, però beneficiant de complicitats al si del mateix exèrcit, van fugir i van abandonar el país cap al Líban.
El partit que no era de fet més que una closca buida, va integrar molt ràpidament dones, reclamant-se d'un socialisme moderat. Alguns van acusar Shishakli d'estar comportant-se com una mena de César àrab. El 4 de gener al-Hourani va fer una crida des de Beirut a la revolta contra Shishakli. El general Shishakli obtingué l'expulsió d'Aflak, Hourani i Bitar, que van haver de traslladar-se a Itàlia. Amb l'oposició definitivament liquidada, Shishakli va posar en marxa un règim presidencialista. Desorganitzada per la repressió, l'oposició va exigir el retardament de l'escrutini i com que el govern va refusar les eleccions foren boicotejades.
L'estiu de 1953, Shishakli va posar en escena les eleccions i un referèndum de tipus plebiscitari per fer-se elegir president de la República; al acostar-se les eleccions va liberalitzar una mica el país, i va legalitzar els partits. El 4 de juliol al-Atassi va fer el primer míting de l'oposició a la seva ciutat d'Homs. L'11 de juliol es van fer les eleccions i Shishakli va guanyar amb el 99,98% dels vots i fou designat president. El MLA (partit de Shishakli) va guanyar les eleccions obtenint setanta-dos escons sobre els vuitanta-dos amb què comptava l'assemblea. El 24 d'octubre va promulgar una nova constitució a la seva mesura i va establir el nombre d'escons al parlament en 83.

## Política estrangera
Shishakli va mantenir bones relacions amb els països occidentals i va persistir en la posició intransigent de Síria envers Israel. Les relacions de la Síria amb Jordània i l'Iraq haiximita foren escasses, però es malfiava sobretot de la difusió ràpida del nasserisme. Molt pensaven que el cop d'estat del moviment dels oficials lliures de l'any 1952 a Egipte s'havia inspirat en els cops d'Estat de Shishakli el 1949 i 1951.
Però tenia molt bones relacions amb la família reial de Aràbia SauditA, el rei Abd-al Aziz Ibn Saüd i el rei Talal de Jordània que no tenia cap ambició sobre Síria, contràriament al seu pare el rei Abdal·lah I i després al seu fill, el rei Hussein I. Tot i les dissensions que tenia amb certs països àrabs, la seva política pro-occidental i els seus orígens kurdes, va adoptar una política siriana panàrab.
Les seves relacions amb els Estats Units i el Regne Unit van donar una de freda i una de calenta. Molt d'hora a la seva presa del poder, els britànics els van sostenir, esperant que així els sirians adoptarien un tractat de defensa de l'Orient Mitjà probritànic. Els Estats Units van donar sumes de diners considerables a Shishakli perquè acollis a Síria als refugiats palestins i els fes ciutadans sirians. Però malgrat les fortes sumes de diners, ell va refusar, perquè no acceptava la derrota dels àrabs i refusava d'altra paret signar un tractat de pau amb Israel.

## La seva caiguda[3]
Atassi i el líder drus, Sultan al-Atrash (pro haiximita) animaven l'oposició a Shishakli. La més gran reunió anti-Shishakli es va fer a Homs la ciutat natal d'Atassi (4 de juliol de 1953(. En resposta, Shishakli va fer detenir als fills d'aquests dos dirigents polítics.
Un malcontentament creixent va suposat l'esclat d'una revolta al Djebel Drus el gener de 1954, amb els insurgents sostinguts per Jordània i l'Iraq haiximita. La rebel·lió comptava entre els seus rangs a dissidents de l'exèrcit, i el suport de nombrosos militants baassistes. El 25 de gener, Aflak, Bitar i Hourani que mentre havien tornat al país, foren altre cop arrestats a causa d'aquesta revolta. Atasso i al-Atrash foren posat en arrest domiciliari. Centenars de dissidents foren empresonats i 600 rebels van morir a les muntanyes. L'1 de febrer Síria va expulsar a l'agregat militar iraquià. El 6 de febrer es va tancar la frontera amb el Liban.
El descontentament va guanyar a la població siriana així com a l'exèrcit, i el dia 24 de febrer de 1954 el general Mustafa Hamdun, comandant de la guarnició d'Alep es va sublevar; altres guarnicions estaven a punt de seguir-lo i a la nit del 25 de febrer de 1954 Shishakli va abandonar Síria cap el Líban, segons va dir per evitar l'esclat d'una guerra civil. Els participants en el cop d'Estat eren membres del partit Comunista de Síria, oficials i notables drusos, i membres del partit Baass. Probablement es van beneficiar del suport iraquià.
Amb la caiguda de Shishakli, els presoners polítics foren alliberats, l'exèrcit va tornar als quarters i el parlament de 1949 fou convocat novament constituint-se un nou govern. Atassi, amb 81 anys, va proclamar formalment el restabliment del parlament i el règim constitucional l'1 de març de 1954.
Al Líban on s'havia refugiat, Shishakli fou amenaçat de mort pel cap drus Kamal Jumblatt. Davant aquesta amenaça de mort, va marxar a l'Àràbia Saudita i finalment es va exiliar al Brasil.
Posteriorment, abans de la unió entre l'Egipte i Síria el 1958, Shishakli va tenir la idea d'utilitzar els diners que l'Iraq havia proporcionat als insurgents que se li oposaven al Djebelk Drus per fer un cop d'Estat a Síria.
Però el cop fou avortat pels serveis secrets sirians. Fou llavors condemnat a mort en absència.
El 27 de setembre de 1964, Shishakli fou assassinat al Brasil per un drus sirià enviat pel govern d'Hafez al-Àssad que volia així venjar-se dels bombardejos de l'exèrcit sirià a les muntanyes sirianes on vivien els drusos. El govern sirià va prendre a continuació la decisió de matar tots els homes de la família Shishakli, per tot el món. Sol dos homes d'aquesta família han sobreviscut a aquesta venjança.
Quan el drus que havia assassinat a Shishakli va morir l'any 2005, fou celebrat com un heroi nacional per la seva comunitat.